# 杰日尼奥夫角

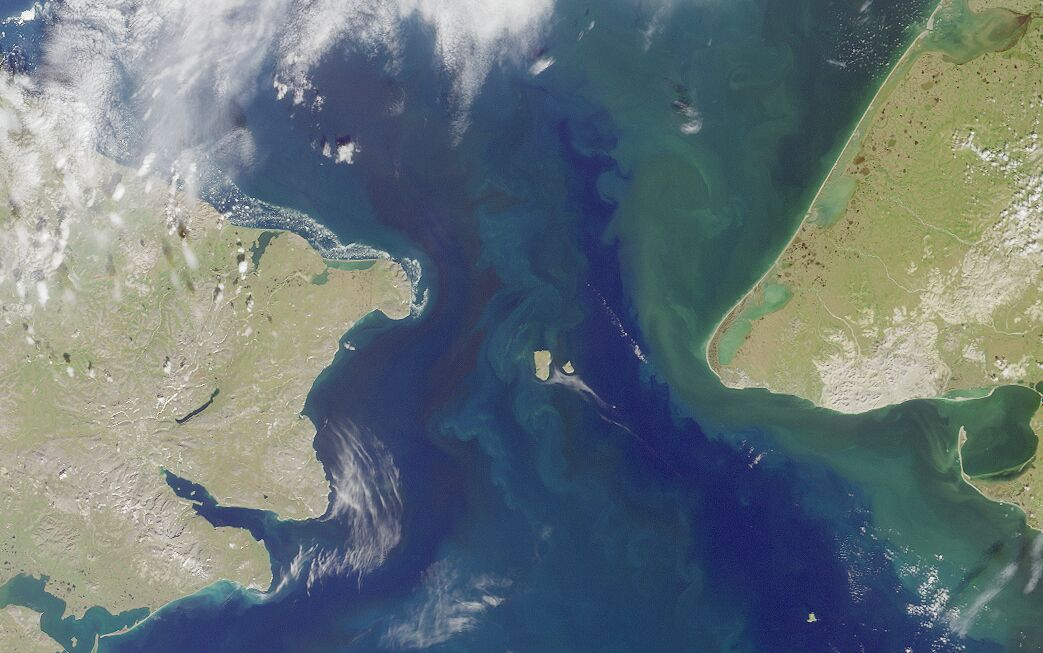

杰日尼奥夫角又称迭日涅夫角（俄语：Мыс Дежнёва），是楚科奇半岛上的海岬，其最东端位於北緯66° 4' 45"，西經169° 39' 7"，是整个欧亚大陆的最东端。杰日尼奥夫角北面是楚克奇海，南面是白令海，与阿拉斯加的威尔士王子角隔白令海峡相望。由1648年首次发现它的俄罗斯航海家谢苗·杰日尼奥夫所命名，现为俄罗斯楚科奇自治区管辖。在19世纪末到20世纪初，杰日尼奥夫角曾经是北美的鲸类和皮毛与楚科奇人贸易的中转站。

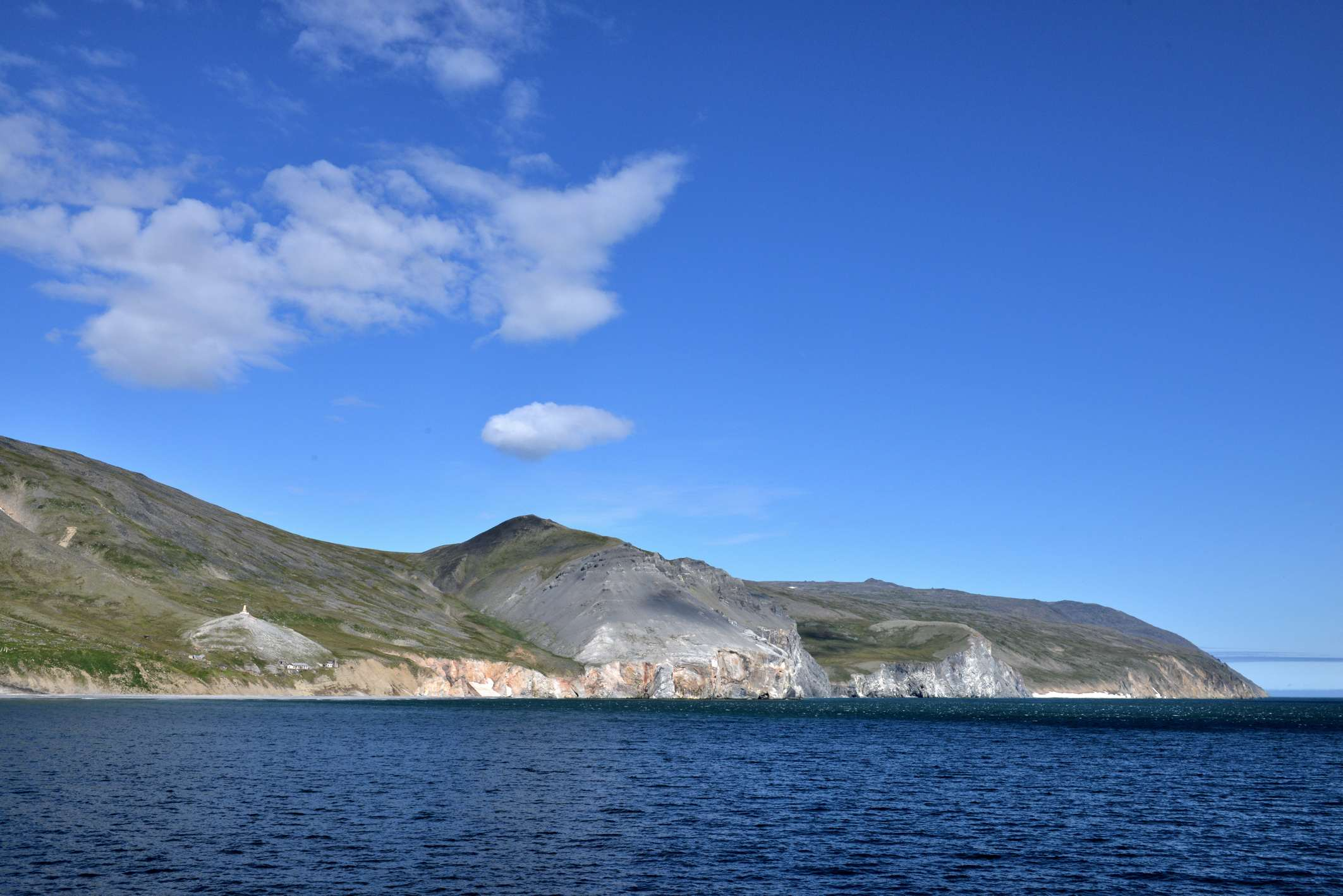
左侧为灯塔，灯塔下为废弃的村落
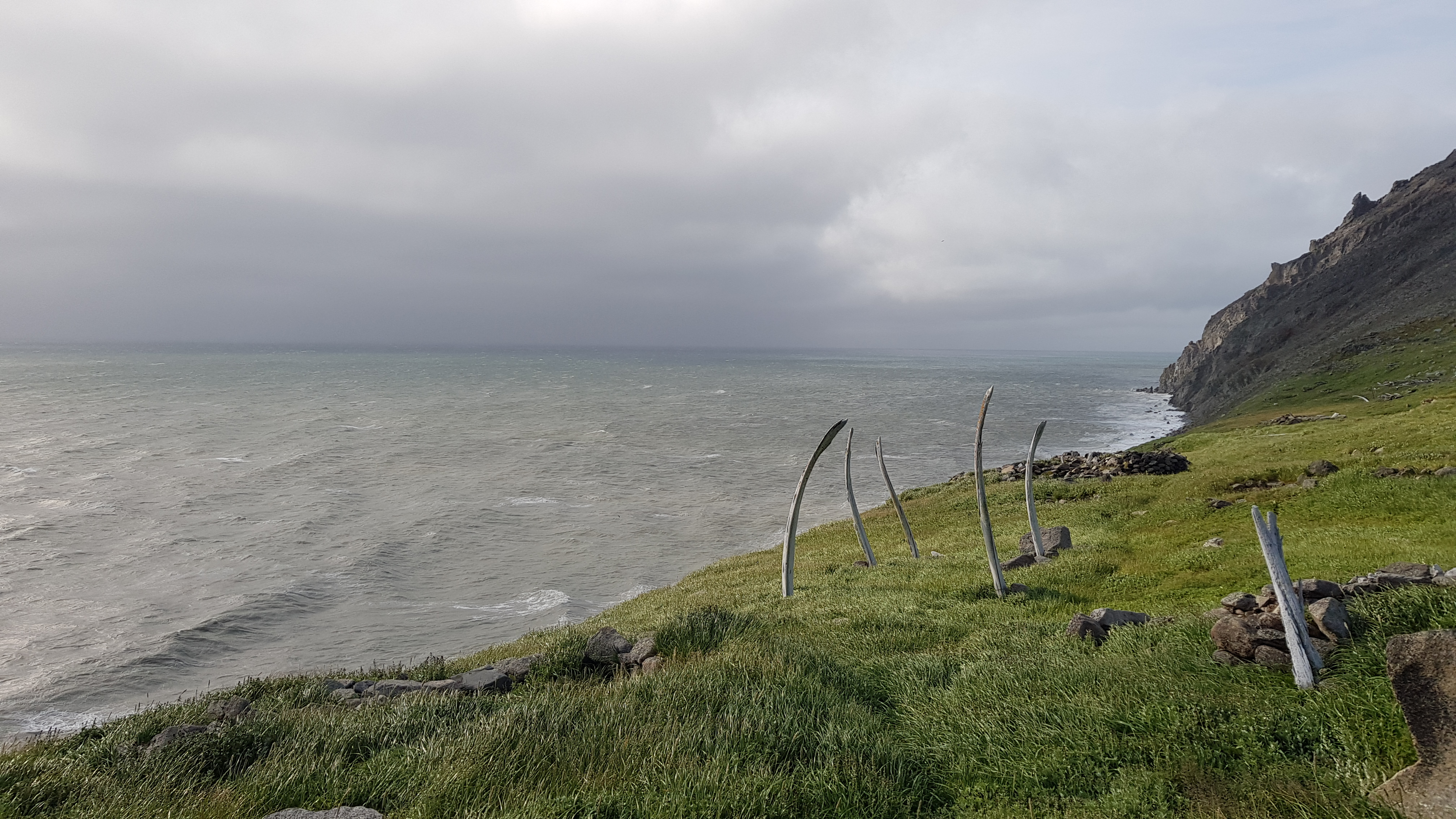
插着鲸骨的地面
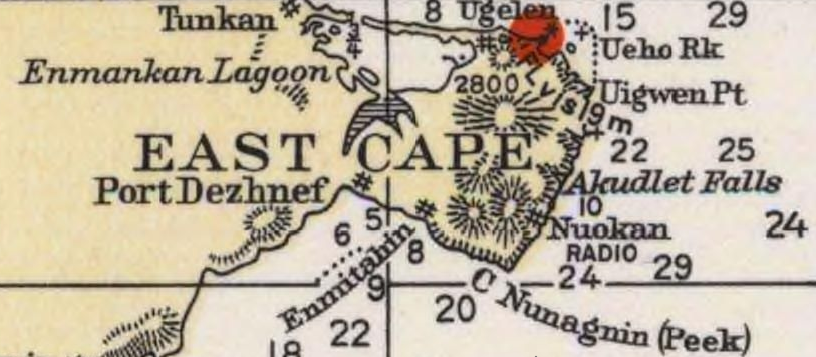
1937年地图，标记着历史上的一些居民点